# (34670) 2000 YL11
2000 YL11 (asteroide 34670) é um asteroide da cintura principal. Possui uma excentricidade de 0.06713560 e uma inclinação de 23.73548º.
Este asteroide foi descoberto no dia 19 de dezembro de 2000 por NEAT em Haleakala.